# Raimund Karl
Raimund Karl (* 15. September 1969 in Wien) ist ein österreichischer Archäologe, Keltologe und Historiker. Er war von 2003 bis 2020 Professor of Archaeology and Heritage und Institutsvorstand der School of History, Welsh History and Archaeology der University of Wales in Bangor.

## Leben
Von 1987 bis 1995 studierte Karl Ur- und Frühgeschichte und eine Fächerkombination zum Thema Kelten an der Universität Wien. Ergänzende Lehrveranstaltungen besuchte er in Ägyptologie, Völkerkunde, Klassischer Archäologie, Alter Geschichte, Numismatik und Sprachwissenschaft. Dem folgte ein Doktoratsstudium in Ur- und Frühgeschichte, das er 2003 abschloss. Sein Habilitationsverfahren fand von 2005 bis 2006 statt, seine Habilitationsschrift ist 2006 unter dem Titel Altkeltische Sozialstrukturen erschienen. Über hundert fachliche Veröffentlichungen, darunter zahlreiche umfangreiche und grundsätzliche, machen ihn zu einem bekannten und wichtigen Prähistoriker in Österreich und Mittel- und Westeuropa.
Von 2000 bis 2001 war er als Rechtsfürsorger im Amt für Jugend und Familie der Stadt Wien tätig. Im Oktober 2001 ging er als AHRB (nun: AHRC) Research Fellow an das University of Wales Centre for Advanced Welsh and Celtic Studies, wo er im Projekt 5 – Celtic identity unter anderem an der Erstellung eines Atlas for Celtic Studies und der Enzyklopädie Celtic Culture – A Historical Encyclopedia mitarbeitete. Daneben lehrte er 2002 im Centre for Continuing Education der University of Wales, Aberystwyth Archäologie. Von Aberystwyth wechselte er Jänner 2003 als Lecturer in Archaeology and Heritage an die University of Wales, Bangor. 2006 wurde er dort zum Senior Lecturer, 2008 zum Professor of Archaeology and Heritage befördert. Seit 2007 war er auch Head of School.
Im Jahr 2020 beendete Karl seine Tätigkeit an der Bangor University aufgrund der dortigen Arbeitsverhältnisse. Seitdem ist er als selbstständiger Archäologe tätig und lehrt an der Universität Wien.
Seit 2004 ist er Mitglied des Institute of Field Archaeologists und Fellow der Society of Antiquaries of Scotland. 2005 wurde er Mitglied des Board of Celtic Studies, dem er bis zu dessen Auflösung 2007 angehörte. Seit 2007 ist er Vertreter für prähistorische Archäologie in der Nachfolgeorganisation des Board of Celtic Studies, dem „Publications and Collaborative Research Committee“ des Centre for Advanced Welsh and Celtic Studies. Ebenfalls 2007 wurde er zum Fellow der Society of Antiquaries of London gewählt. Zusammen mit seinem österreichischen Landsmann David Stifter, Professor für Altirisch an der Maynooth University in Irland, gehört Karl zu den internationalen Aushängeschildern der Keltologie.

## Forschungsschwerpunkte
- Archäologie der europäischen Spätbronzezeit, Eisenzeit und des nordwesteuropäischen Frühmittelalters
- Archäologische Theorie
- Keltische Altertumskunde
- Sozialgeschichte der keltischen Antike
- Keltische Rechtsgeschichte
- Denkmal- und Kulturgüterschutz
- Museologie
- Arbeitsmarkt in der Archäologie
- Discovering the archaeologists of Austria[4]
- Sicherheit und Arbeitsschutz in der archäologischen Feldforschung

## Schriften
- Latènezeitliche Siedlungen in Niederösterreich. Untersuchungen zu Fundtypen, Keramikchronologie, Bautypen, Siedlungstypen und Siedlungsstrukturen im latènezeitlichen Niederösterreich (= Historica-Austria. Band 2/3). Österreichischer Archäologie Bund, Wien 1996.
- Überlegungen zum Verkehr in der eisenzeitlichen Keltiké (= Wiener keltologische Studien. Band 3). Österreichischer Archäologie Bund, Wien 2003.
- Einführung in die kulturwissenschaftliche Keltologie. Skriptum, Wien 2004 ( (Seite nicht mehr abrufbar. Suche in Webarchiven) [PDF; 7 MB]).
- Die latènezeitliche Siedlung von Göttlesbrunn, p : B. Bruck an der Leitha, Niederösterreich. Die Notbergung 1989. Die Grabungen 1992–1994. Zwei latènezeitliche Töpferöfen (= Historica-Austria. Band 6). Österreichischer Archäologie Bund, Wien 2005.
- Altkeltische Sozialstrukturen. Archaeolingua, Budapest 2006, ISBN 963-8046-69-4 (PDF; 6,2 MB).
- als Herausgeber mit David Stifter: The Celtic World. 4 Bände, Routledge, London 2007, ISBN 978-0-415-35711-1.
- Macht und Ohnmacht des positivistischen Denkens. Der Positivismus in der deutschsprachigen Ur- und Frühgeschichte unter besonderer Berücksichtigung des Instituts für Ur- und Frühgeschichte der Universität Wien (= Beiträge zur Ur- und Frühgeschichte Mitteleuropas. Band 58). Beier & Beran, Langenweissbach 2010, ISBN 978-3-941171-40-4.
- Archäologischer Denkmalschutz in Österreich. Praxis, Probleme, Lösungsvorschläge. Jan Sramek Verlag, Wien 2011, ISBN 978-3-902638-49-6.
- Rechtswidrige Denkmalpflege? Eine (nicht nur österreichische) Realsatire über archäologische NFG-Pflichten; deren gesetzliche Grenzen; und die staatliche Denkmalpflege (= Archäologische Denkmalpflege. Sonderband 2). Selbstverlag, Bangor 2019.
- mit Katharina Möller, Max Higgins, Nebu George und Kate Waddington: Excavations in Meillionydd, Llyn, North Wales: Reports 2010–2017 (= Meillionydd. Band 1). RK Publications, Wien 2021.